# Serinus
Serinus é um gênero de aves da família Fringillidae, incluindo espécies como o canário, chamariz, verdilhão-serrano e outros. Alguns integrantes do gênero são originários dos Açores, Ilha da Madeira e também das Ilhas Canárias.

## Sistemática
O gênero Serinus engloba atualmente 38 espécies, a saber:
| Binominal              |  | Binominal             |  | Binominal             |
| ---------------------- |  | --------------------- |  | --------------------- |
| Serinus pusillus       |  | Serinus buchanani     |  | Serinus leucopygius   |
| Serinus serinus        |  | Serinus flaviventris  |  | Serinus atrogularis   |
| Serinus syriacus       |  | Serinus dorsostriatus |  | Serinus rothschildi   |
| Serinus canaria        |  | Serinus sulphuratus   |  | Serinus flavigula     |
| Serinus thibetanus     |  | Serinus albogularis   |  | Serinus xantholaemus  |
| Serinus canicollis     |  | Serinus reichardi     |  | Serinus citrinipectus |
| Serinus nigriceps      |  | Serinus gularis       |  | Serinus mozambicus    |
| Serinus citrinelloides |  | Serinus mennelli      |  | Serinus donaldsoni    |
| Serinus capistratus    |  | Serinus tristriatus   |  | Serinus alario        |
| Serinus koliensis      |  | Serinus ankoberensis  |  | Serinus estherae      |
| Serinus scotops        |  | Serinus menachensis   |  | Serinus rufobrunneus  |
| Serinus totta          |  | Serinus striolatus    |  | Serinus leucopterus   |
| Serinus symonsi        |  | Serinus burtoni       |  |                       |

## Serinus canaria: Canário do Reino
O canário-do-reino é um dos pássaros mais conhecidos entre todos os pertencentes ao gênero Serinus. Alguns são inteiros amarelos, mas também podem ocorrer variações na sua coloração, como: sua tonalidade amarela pode ter uma variação entre o branco (deixando assim a pena branca ou um tom bem fosco de amarelo) ou entre o laranja (a pena pode ficar até em um tom mínimo de laranja, o que é um pouco raro. Mas o comum dessa tonalidade forte das penas, é de ficar amarelo-forte, quase chegando a ser laranja).